# 浙江师范大学儿童文学研究所
浙江师范大学儿童文学研究所正式设立于2003年7月，从1979年开始招收硕士研究生，现为浙江师范大学儿童文化研究院、人文学院的跨系所，所长方卫平。